# ビンド・アルトヴィーティの肖像
『ビンド・アルトヴィーティの肖像』(ビンド・アルトヴィーティのしょうぞう, 伊: Ritratto di Bindo Altoviti, 英: Portrait of Bindo Altoviti) は、1515年頃にイタリアの盛期ルネサンス期の画家ラファエロ・サンティによって制作された絵画である。米国ワシントンD.C. のナショナル・ギャラリーに所蔵されている。

## 概要
ビンド・アルトヴィーティは、1491年にローマで生まれたフィレンツェ出身の裕福な銀行家であり、芸術が好きな文化人であった。モデルの優雅で、ほとんど女性的なポーズと、光と影の強いコントラストは、ラファエロの作品、とりわけ男性の肖像画に典型的なものではなく、後期ローマ時代のさまざまな様式と形体における画家の実験を示している。ラファエロが、この期間中に綿密に研究したレオナルド・ダ・ヴィンチの作品の影響は、この特定の作品で著しく明白である。
絵画は、1808年にバイエルンのルートヴィヒ1世に売却されるまで、アルトヴィーティの子孫の所有であった。1936年までアルテ・ピナコテークに所蔵されていたが、その帰属について多くの議論が行われた後、この絵画は「機敏なイギリス人画商」によってナチス・ドイツから持ち出された。サミュエル・ヘンリー・クレスによって取得された肖像画は、その後、ワシントンD.C. のナショナル・ギャラリーの所有に帰した。